# Aedes eidsvoldensis
Aedes eidsvoldensis är en tvåvingeart som beskrevs av M. Josephine Mackerras 1927. Aedes eidsvoldensis ingår i släktet Aedes och familjen stickmyggor. Inga underarter finns listade i Catalogue of Life.